# Leoncino (araldica)
Leoncino, o leoncello, è un termine utilizzato in araldica per indicare un leone di piccole proporzioni ed in numero.

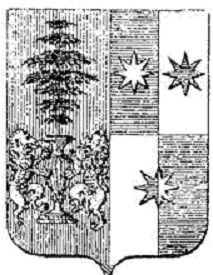
Due leoncini affrontati
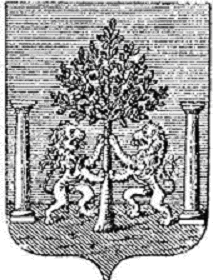
Due leoncini affrontati
Quattro leoncelli di azzurro (Chevreuse, Francia)
Fascia d'argento, caricata di tre leoncelli di nero (Brantôme, Francia)